# Antipartícula

Esquema que il·lustra la càrrega d'algunes partícules (esquerra) amb les corresponents antipartícules (dreta), de dalt a baix: electró i positró, protó i antiprotó, neutró i antineutró.

En el model estàndard de la física de partícules, una antipartícula és una partícula subatòmica complemetària d'una altra, ambdues tenen la mateixa massa, isoespín i vida mitjana (en el cas de les inestables), però la seva càrrega elèctrica i els seus nombres quàntics (nombre bariònic, nombre leptònic, isoespín, isoespín feble, etc.) tenen signe oposat. Cada partícula té la seva antipartícula, però en el cas de les partícules neutres, com el fotó, les seves antipartícules són elles mateixes. L'ocurrència de les antipartícules és menys freqüent.
Una altra antipartícula elemental notable és el positró, antipartícula de l'electró.
No sols les partícules elementals tenen antipartícules: les partícules compostes també tenen antipartícules, formades aquestes d'antipartícules elementals. És el cas de l'antiprotó i l'antineutró. Un altre exemple d'antipartícula és l'antiquark.
Si una partícula i una antipartícula es troben, es desintegren, ja sigui en forma de radiació electromagnètica, o bé en forma d'altres partícules més lleugeres. A la inversa, parells de partícula-antipartícula es poden formar a partir de col·lisions prou energètiques.

## Història
El concepte d'antipartícula va sorgir amb la publicació de l'equació de Dirac l'any 1928, una generalització relativista de l'equació d'ona de Schrödinger per a l'electró formulada pel físic britànic Paul Dirac (1902 – 1984). Aquesta equació tenia solucions amb signe positiu i amb signe negatiu. Una solució negativa implicava que, per exemple, un electró lliure havia d'emetre un fotó per tal de passar als estats descrits per aquest tipus de solució, cosa que no s'havia observat mai. En un primer moment Dirac va considerar que la solució negativa podia correspondre a protons i no una partícula nova. Però més tard, l'any 1931, va proposar l'existència de l'antielectró. La nova partícula no va trigar gaire a ser descoberta.
El 1929, el físic rus Dmitri Skobeltsyn (1892 – 1990), pioner en l'observació dels raigs còsmics amb la utilització d'una cambra de boira, va publicar l'article Über eine neue Art sehr schneller β-Strahlen, on informava de partícules que eren deflectides en la direcció oposada a la dels electrons.
El setembre de l'any 1932, Carl Anderson (1905 – 1991) va publicar a la revista Science les conclusions del seu treball d'observació de raigs còsmics al Caltech amb una càmera de boira amb un camp magnètic. Un article breu titulat The Apparent Existence of Easily Deflectable Positives, on va donar a conèixer el descobriment d'una partícula amb una massa similar a la de l'electró però amb càrrega positiva. La primera antipartícula havia estat descoberta, és el que avui dia coneixem com a positró. En reconeixement d'aquest treball li seria atorgat el Premi Nobel de Física de l'any 1936.

## La interpretació de Dirac
La interpretació física de les solucions negatives era problemàtica, si representaven estats d'energia negativa de les partícules aquestes haurien de passar espontàniament a un estat de menor energia, però això no passava. Per salvar aquest problema, Dirac va proposar la hipòtesi que el buit correspon a l'estat on tots els estats d'energia negativa es troben ocupats. Una mena de mar d'electrons amb energia negativa on el principi d'exclusió de Pauli evitaria que els electrons amb energia positiva ocupessin els estats d'energia negativa, ja completament plens. Addicionalment va proposar la possibilitat de l'existència d'alguns forats en el mar com a conseqüència que algun fotó hagi excitat un electró. Un forat en el buit seria una absència d'energia negativa, seria un estat de més energia i amb una càrrega relativa positiva, correspondria a una antipartícula d'energia positiva i càrrega oposada. Dirac va interpretar aquests electrons inversos com a protons, i va citar-los al seu article de 1930 Una teoria d'electrons i protons. D'altra banda, si una partícula en estat excitat es troba amb un buit, passaria a ocupar un estat de menys energia emetent un fotó.
La interpretació de Dirac presenta diferents problemes, com per exemple, el fet que han estat observats estats d'antipartícula pels bosons, i en aquest cas el principi d'exclusió de Pauli no té vigència perquè només és vàlid en cas d'espín semienter, i els bosons tenen espín enter. Addicionalment, que el mar d'electrons de Dirac estigui totalment ocupat implicaria una energia negativa infinita, i no estar clar com interpretar això físicament.

## La interpretació de Stückelberg-Feynman
Gràcies a la utilització d'acceleradors de partícules s'ha pogut constatar experimentalment que totes les partícules elementals que tenen espín 1/2 tenen una antipartícula equivalent. Tanmateix, les observacions indiquen que el seu comportament és similar al de les altres partícules, per exemple, es propaguen cap endavant en el temps, i això fa complicat fer-les cassar amb les solucions negatives de l'equació de Dirac.
La interpretació actual d'aquestes solucions d'energia negativa de l'equació de Dirac, sustentada sobre la teoria quàntica de camps, va ser proposada pel físic alemany Ernst Stückelberg (1905 – 1984) i complementada per l'estatunidenc Richard Feynman (1918 - 1988). Aquestes solucions s'interpreten com a partícules amb energia negativa que es propaguen cap enrere en el temps. Des del punt de vista de la funció d'ona de la partícula, això seria matemàticament equivalent a partícules idèntiques, però amb càrrega positiva que es propaguen cap endavant en el temps. És a dir, el cas de l'electró, una solució negativa correspondria a un electró (càrrega negativa) que es propaga cap enrere en el temps, o, el que seria el mateix, un positró (càrrega positiva) que es propaga endavant en el temps. Aquesta tècnica és ara la més estesa per calcular amplituds a la teoria quàntica de camps.

## Aniquilació partícula-antipartícula

Un exemple d'un parell de pions virtuals que influeixen en la propagació d'un kaó, fent que un kaó neutre es barregi amb l'antikaó. Aquest és un exemple de renormalització a la teoria quàntica de camps, essent necessària la teoria de camps a causa del canvi en el nombre de partícules.

Si una partícula i la seva antipartícula es troben en els estats quàntics apropiats, aleshores poden aniquilar-se l'una a l'altra i produir altres partícules. Les reaccions com:
e+  +  e-  →  γ  +  γ
(aniquilació d'un parell electró-positró en dos fotons) són un exemple del procés.
L'aniquilació d'un parell electró-positró en un sol fotó: e+  +  e-  →  γ
no pot passar perquè és impossible que es conservin l'energia i el moment alhora en aquest procés. La reacció inversa també és impossible per aquesta raó. No obstant això, aquest fenomen s'observa a la natura; es pot crear un parell electró-positró a partir d'un sol fotó amb una energia d'almenys la massa d'ambdues partícules: 1.022 MeV. La veritat és que, segons la teoria quàntica de camps, aquest procés està permès com un estat quàntic intermedi per a temps suficientment curts en què la violació de la conservació de l'energia pot acomodar-se al principi d'incertesa de Heisenberg. Això obre la via per a la producció de parells virtuals o la seva anihilació on l‟estat quàntic d‟una sola partícula pot fluctuar en un estat quàntic de dues partícules i tornar al seu estat inicial. Aquests processos són importants en el buit quàntic i la renormalització d'una teoria quàntica de camps. També obre el camí per a una barreja de partícules neutres a través de processos com el mostrat aquí, que és un exemple complicat de la renormalització de la massa.

## Propietats de les antipartícules
Els estats quàntics d'una partícula i de la seva antipartícula es poden intercanviar aplicant la simetria de càrrega (C), paritat (P), i la simetria temporal (T). Si |p,σ,n> és l'estat quàntic d'una partícula (n), amb moment p, espín J el component del qual en la direcció z és σ, llavors tindrem
CPT |p,σ,n>  =  (-1)J-σ |p,-σ,nc>,
on nc és l'estat de càrrega conjugat, és a dir, l'antipartícula. Aquest comportament sota CPT és el mateix que estableix que una partícula i la seva antipartícula estan a la mateixa representació irreductible del grup de Poincaré. Les propietats de les antipartícules es poden relacionar així amb les de les partícules. Si T és una bona simetria de la dinàmica, llavors
T |p,σ,n>  α  |-p,-σ,n>
CP |p,σ,n>  α  |-p,σ,nc>
C |p,σ,n>  α  |p,σ,nc>,
on el signe de proporcionalitat indica que hi podria haver un terme de fase al costat dret de l'equació. En altres paraules, la partícula i la seva antipartícula han de tenir:
- La mateixa massa m,
- el mateix estat d'espín J,
- càrregues elèctriques oposades q i -q.

## Teoria quàntica de camps
Aquesta secció utilitza les idees, el llenguatge i la notació usada en la quantització canònica de la teoria quàntica de camps.
Es pot intentar quantitzar el camp d'un electró sense barrejar els operadors de creació i anihilació escrivint:
ψ(x)  =  ∑k uk(x) ak e-i E(k)t,
on s'està usant el símbol k per denotar els números quàntics p y σ de las secciones anteriores, el signo de la energía E(k) i ak denota els operadors corresponents d'aniquilació. Per descomptat, com estem tractant amb fermions, els operadors hauran de satisfer les relacions canòniques anticommutatives. No obstant això, si escrivim el Hamiltonià:
H  =  ∑k E(k) a+k ak,
veiem immediatament que el valor esperat de H no cal ser positiu. Això passa perquè E(k) pot tenir qualsevol signe possible, i la combinació doperadors de creació i anihilació té valor esperat 1 o 0.
Així doncs, cal introduir el camp antipartícula de càrrega conjugada amb els seus propis operadors de creació i d'aniquilació que satisfacin les relacions següents:
bk'  =  a+k i b+k'  =  ak
on k' té el mateix p, σ i signe de lenergia oposats. Així podem reescriure el camp de la manera:
ψ(x)  =  ∑k(+) uk(x) ak e-i E(k)t  +  ∑k(-) uk(x) b+k e-i E(k)t,
on el primer sumatori es fa sobre els estats positius denergia i el segon sobre els denergia negativa. L'energia llavors es transforma en
H  =  ∑k(+) E(k) a+k ak  +  ∑k(-) |E(k)| b+k bk  +  E0,
on E0 és una constant infinita negativa. L'estat buit es defineix com l'estat que no conté cap partícula ni antipartícula, és a dir, ak |0> = 0 i bk |0> = 0. D'aquesta manera, l'energia del buit serà exactament E0. Com totes les energies es mesuren respecte al buit, H serà definitivament positiva. Una anàlisi de les propietats de ak i de bk mostra que un és l'operador d'aniquilació per a les partícules i l'altre per a les antipartícules. Aquest és el cas d'un fermió.
Aquesta aproximació es deu a Vladímir Fok, Wendell Furry i Robert Oppenheimer. Si es quantitza un camp escalar real, llavors es troba que només hi ha una classe d'operador d'aniquilació, així doncs els camps escalars descriuen als bosons neutres. Com que els camps escalars complexos admeten dues classes diferents d'operadors d'aniquilació, que estan relacionats per conjugació, aquests camps descriuen bosons carregats.